# 列士登
列士登 ，音译列士典，礼士登，礼士典，是保加利亚布拉戈耶夫格勒州加门市的一个山村。它位于罗多彼山脉的达布拉什部分，加门以北5公里，布拉戈耶夫格勒东南75公里，上德里亚诺沃以南 2 公里，位于加门和科瓦车维察之间的公路上。